# Heuneburg
Heuneburg was een Keltische stad. Het wordt ook wel "de eerste stad ten noorden van de Alpen" genoemd. De stad had op haar hoogtepunt – rond 600 v.Chr. – ongeveer 5000 inwoners.  

## Verschillende wijken
Er waren verschillende wijken in Heuneburg:

### Citadel
De citadel werd bewoond door de elite van de stad, en beschermd door een muur. De citadel is gebouwd naar Grieks voorbeeld, maar werd in tegenstelling tot de Griekse citadellen permanent bewoond.

### Benedenwijk
Iets lager lagen huizen voor ambachtslieden. Ook deze zone werd beschermd door een muur. De citadel en de lagergelegen wijk hadden elk op hun hoogtepunt 700 à 800 bewoners. 

### Zuidelijke wijk
Buiten de stadsmuren was nog een wijk, de zuidelijke wijk. Hier stonden veel boerderijen, elk met een eigen houten palissade. 
De zuidelijke wijk had op het hoogtepunt 3000 inwoners. In Heuneburg woonden dus 5000 mensen. Naar Keltische maatstaven was dat erg veel, maar Athene had toen ongeveer 60.000 inwoners.

## De poort
Heuneburg had één toegangspoort, deze was 8 bij 12 meter.  

## Contact met andere steden
Heuneburg had waarschijnlijk veel contact met andere steden. De stad lag namelijk aan de Donau. Omdat er bij de Griekse kolonies aan de Zwarte Zee ook Keltische spullen zijn gevonden, gaan onderzoekers ervan uit dat die via Heuneburg kwamen. 

### Pyrene
Een Oud-Griekse historicus zou Heuneburg al genoemd hebben: 
Daar waar de Istus ontspringt ligt de stad Pyrene.
Istus was het Griekse woord voor Donau, en Heuneburg lag dicht bij de bron van de Donau. Archeologen van nu denken daarom dat Pyrene de Griekse benaming voor Heuneburg was. De plaatsnaam zou van pyros (vuur) komen naar het smidsvuur van de vele smederijen en gieterijen waar koper en tin tot verschillende gereedschappen in de legering brons verwerkt werden.

## Bouwstijlen
Heuneburg is gebouwd in verschillende bouwstijlen. Zo komt de citadel van de Grieken, maar de muur rond de citadel van de Feniciërs.